# (7696) Liebe
(7696) Liebe ist ein Asteroid des mittleren Hauptgürtels, der am 10. Mai 1988 vom deutschen Astronomen Werner Landgraf am La-Silla-Observatorium (IAU-Code 809) der Europäischen Südsternwarte (ESO) in Chile entdeckt wurde.
Der Asteroid wurde am 9. März 2001 nach dem deutschen Astronomen Bodo Liebe benannt, der an der Universität Siegen Astronomie lehrte und ein Observatorium einrichtete.